# Paul Sanchez
 (septembre 2021).
Si vous disposez d'ouvrages ou d'articles de référence ou si vous connaissez des sites web de qualité traitant du thème abordé ici, merci de compléter l'article en donnant les références utiles à sa vérifiabilité et en les liant à la section « Notes et références ».
Paul Sanchez est un auteur-compositeur-chanteur originaire de La Nouvelle-Orléans. Il est considéré comme l'un des meilleurs paroliers de la ville et est fondateur du "Cowboy Mouth".
Les chansons de Sanchez apparaissent dans des films et à la télévision (Homicide ou encore le film À fleur de peau) et ont été exécutées par des artistes divers comme Darius Rucker, Irma Thomas, Michael Cerveris, Susan Cowsill, Kevin Griffin, John Boutté, Shamarr Allen, Glen Andrew et Kim Carson.
Il contribue également à la série Treme de David Simon sur HBO en 2010 ainsi que dans le documentaire "New Orleans Music in Exile" en 2006 après le passage dévastateur de l'ouragan Katrina.